# Frontera oberta
 Frontera oberta  (original: Untamed Frontier) és un western estatunidenc dirigit per Hugo Fregonese, estrenat el 1952. Ha estat doblat al català.

## Argument[2]
Glen Denbow és el fill d'un ric ramader de Texas que mata un home desarmat. A fi d'evitar la forca es casa amb Jane, una cambrera testimoni del crim, que en descobrir que ha estat utilitzada provarà per tots els mitjans de fer valer la veritat dels fets.
Jane està enamorada d'ell, però en contra de la postura de la família Denbow, que prohibeix als colons l'accés a través de la seva terra. Quan Glenn torna amb la seva amiga Lottie, que li fa xantatge, una càlida estima comença entre Jane i el cosí Kirk Denbow.

## Repartiment
- Joseph Cotten: Kirk Denbow
- Shelley Winters: Jane Stevens
- Scott Brady: Glenn Denbow
- Suzan Ball: Lottie
- Minor Watson: Matt Denbow
- Katherine Emery: Camilla Denbow
- José Torvay: Bandera
- Douglas Spencer: Clayton Vance
- John Alexander: Max Wickersham
- Lee Van Cleef: Dave Chittun
- Richard Garland: Charlie Fentress
- Robert Anderson: Ezra McCloud
- Fess Parker: Clem McCloud
- Ray Bennett: Xèrif Brogan